# Pentastiridius iphis
Pentastiridius iphis är en insektsart som först beskrevs av Rauno E. Linnavuori 1973.  Pentastiridius iphis ingår i släktet Pentastiridius och familjen kilstritar. Inga underarter finns listade i Catalogue of Life.